# フィンランド中央党
フィンランド中央党（フィンランドちゅうおうとう、フィンランド語: Suomen Keskusta; Kesk.、スウェーデン語: Centern i Finland; C）は、フィンランドの政党。フィンランド社会民主党、国民連合党と並ぶフィンランド三大政党の一つであるが、近年低迷が続いている。この場合の「中央」とは中道の意味である。

## 歴史

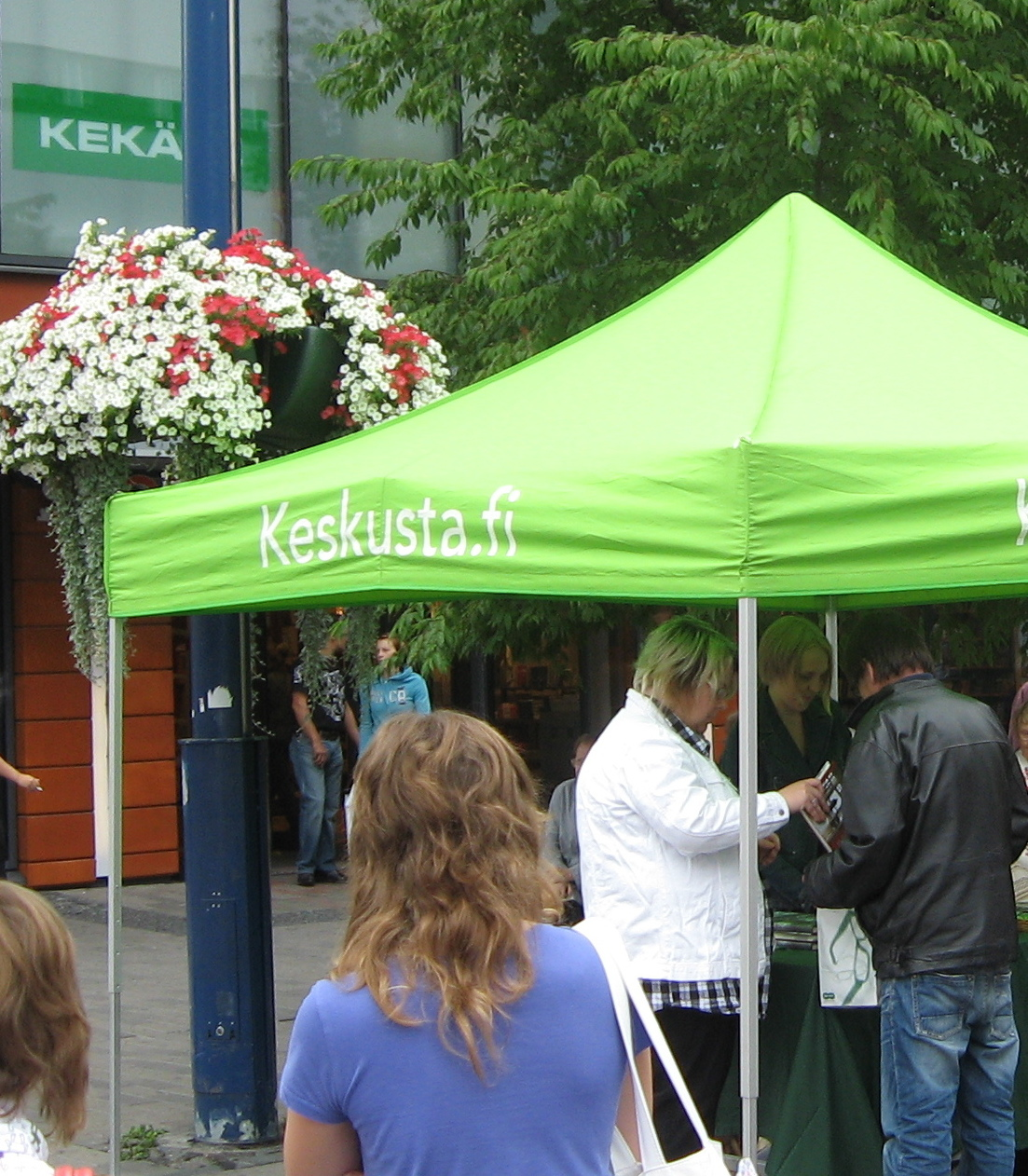
フィンランド中央党のストール（ユヴァスキュラにて）

1906年、前身組織が形成され、1908年に農民党 (Maalaisliitto) として結成された。結成の中心となったのは、サンテリ・アルキオ (Santeri Alkio) である。それ以来、農村地帯と地方小都市が中央党の最大基盤となっている。一方では、南部の都市域への浸透も図っている。中央党への党名変更も、地方から中央への支持浸透を目的とした面もあった。
1956年から1982年まで大統領を務めたウルホ・ケッコネンという卓越した指導者を得て、フィンランド最大の政党として発展してきた。
中央党は中道・リベラルを標榜しており、多数の国際リベラル政党組織に加盟しているが、旧農民党出身者を中心に、保守主義的な傾向も見られる。しかし、連立政権のパートナーとして社会民主党を選択することが多く（北欧諸国に多く見られる赤土連合）、フィンランドの福祉国家建設の中心的役割を果たしてきた。
2003年には当時党首を務めていたアンネリ・ヤーテンマキが、女性としてはフィンランド史上初の首相に就任した。
2019年4月14日の総選挙では31議席と18議席を失い第4党に後退した。

## 歴代党首
- Otto Karhi（1906–1909）
- キュオスティ・カッリオ（Kyösti Kallio）（1909–1917）
- Filip Saalasti（1917–1918）
- サンテリ・アルキオ（英語版）（Santeri Alkio）（1918–1919）
- Pekka Heikkinen（1919–1940）
- Viljami Kalliokoski（1940–1945）
- ヴィエノ・ヨハネス・スクセライネン（英語版）（Vieno Johannes Sukselainen）（1945–1964）
- ヨハンネス・ヴィロライネン（英語版）（Johannes Virolainen）（1964–1980）
- パーヴォ・ヴァイリネン（英語版）（Paavo Väyrynen）（1980–1990）
- エスコ・アホ（Esko Aho）（1990–2002）
- アンネリ・ヤーテンマキ（Anneli Jäätteenmäki）（2002–2003）
- マッティ・ヴァンハネン（Matti Vanhanen）（2003–2010）
- マリ・キビニエミ（Mari Kiviniemi）（2010–2012）
- ユハ・シピラ（Juha Sipilä）（2012–2019）
- カトリ・クルムニ（Katri Kulmuni）（2019–2020）
- アンニカ・サーリッコ（Annika Saarikko）（2020–2024）
- アンッティ・カイッコネン（Antti Kaikkonen）（2024-）